# Arnaldo Süssekind
Arnaldo Lopes Süssekind (Rio de Janeiro, 9 de julho de 1917 — Rio de Janeiro, 9 de julho de 2012) foi um jurista e político brasileiro.
Descendente de alemães e graduado em direito pela Universidade do Brasil, por 11 dos 13 dias da presidência provisória de Ranieri Mazzilli Süssekind ocupou dois Ministérios: o Ministério da Agricultura e o Ministério do Trabalho e Previdência Social, de 4 a 15 de abril de 1964. Com a posse do general Humberto de Alencar Castelo Branco passou a ocupar o Ministério do Trabalho e Previdência Social entre 20 de abril de 1964 a 7 de dezembro de 1965. Foi ministro do Tribunal Superior do Trabalho (TST) entre 1965 e 1971.[carece de fontes?]
Süssekind foi integrante da comissão nomeada por Getúlio Vargas para elaboração da Consolidação das Leis do Trabalho, em 1942, juntamente com os juristas José de Segadas Viana, Oscar Saraiva, Luiz Augusto Rego Monteiro e Dorval Lacerda Marcondes. Foi, também, representante brasileiro junto à OIT - Organização Internacional do Trabalho.[carece de fontes?]
Integrou a Academia Brasileira de Letras Jurídicas e a Academia Iberoamericana de Derecho del Trabajo y de la Seguridad Social. Foi consultor jurídico da Companhia Vale do Rio Doce e Conselheiro da Santa Casa da Misericórdia do Rio de Janeiro.[carece de fontes?]
O prédio que sediou o antigo Ministério do Trabalho no Rio de Janeiro, edifício em que funciona  o Centro Cultural do Trabalho do Rio recebeu o seu nome, ainda em vida. Nele foi realizado o velório de seu corpo.[carece de fontes?]
Morreu no dia 9 de julho de 2012, mesma data em que completou 95 anos.